# Houdini: Magia miłości
Houdini: Magia miłości (ang. Death Defying Acts) – brytyjsko-australijski melodramat z 2007 roku w reżyserii Gillian Armstrong, wyprodukowany przez wytwórnię Weinstein Co.
Premiera filmu odbyła się 13 września 2007 podczas 32. Międzynarodowego Festiwalu Filmowego w Toronto. Sześć miesięcy później, 10 marca 2008, obraz trafił do kin na terenie Australii oraz 8 sierpnia w Wielkiej Brytanii.

## Fabuła
Akcja filmu toczy się w XX wieku w roku 1926 i opowiada historię najsłynniejszego magika na świecie – Harry’ego Houdiniego (Guy Pearce). Mężczyzna jest w szczytowym okresie swojej popularności. Podczas swojego tourne po Wielkiej Brytanii, oferuje dziesięć tysięcy dolarów osobie, której uda się nawiązać kontakt z jego zmarłą matką. Spirytystka Mary McGarvie (Catherine Zeta-Jones), aby zdobyć fortunę i zapewnić swojej córce dostatnie życie, postanawia podjąć się tego zadania. Jednak znajomość z Houdinim nieoczekiwanie przeradza się w gorący romans.

## Obsada
- Guy Pearce jako Harry Houdini
- Catherine Zeta-Jones jako Mary McGarvie
- Timothy Spall jako Sugarman
- Saoirse Ronan jako Benji McGarvie
- Malcolm Shields jako Leith Romeo
- Leni Harper jako żona Leitha
- Ralph Riach jako pan Robertson

## Odbiór

### Krytyka
Film Houdini: Magia miłości spotkał się z mieszaną reakcją krytyków. W serwisie Rotten Tomatoes 42% z trzydziestu ośmiu recenzji filmu jest pozytywne (średnia ocen wyniosła 4,98 na 10). Na portalu Metacritic średnia ocen z 8 recenzji wyniosła 48 punktów na 100.